# 마르트 빌랄롱가
마르트 빌랄롱가(Marthe Villalonga, 1932년 3월 20일 ~ )는 프랑스의 배우이다.

## 출연 작품
- 마지막 레슨 (2015)
- 슈퍼처방전 (2014)
- 누 요크 (2012)
- 더 웨이브스 (2011)
- 꼬메 티 에스 벨레 (2006)
- 달튼 (2004)
- 디 아더 쇼어 (1997)
- 내가 좋아하는 계절 (1993)
- 위기의 두 형사 (1989, L'Union sacrée)
- 결백한 사람들 (1987)
- 사랑과 슬픔의 볼레로 (1981)
- 지옥의 영웅들 (1980)
- 스톱 콜링 미 베이비! (1977)